# Agnetha & Frida: The Voice of ABBA
Agnetha & Frida: The Voice of ABBA é uma coletânea de músicas das cantoras Agnetha Fältskog e Anni-Frid Lyngstad (Frida), ex-integrantes do grupo sueco de música pop, ABBA. Lançado em 1994, a compilação trazia ao total 14 faixas, 7 de cada uma das cantoras.

## Lista de faixas
| N.º            | Título                              | Intérprete     | Duração |  |
| 1.             | "The Heat Is On"                    | Agnetha        | 3:57    |  |
| 2.             | "I Know There's Something Going On" | Frida          | 5:31    |  |
| 3.             | "You're There"                      | Agnetha        | 3:32    |  |
| 4.             | "To Turn The Stone"                 | Frida          | 5:19    |  |
| 5.             | "Just One Heart"                    | Agnetha        | 3:47    |  |
| 6.             | "That's Tough"                      | Frida          | 5:06    |  |
| 7.             | "Turn The World Around"             | Agnetha        | 4:19    |  |
| 8.             | "I Got Something"                   | Frida          | 4:06    |  |
| 9.             | "We Should Be Together"             | Agnetha        | 4:02    |  |
| 10.            | "Shine"                             | Frida          | 4:43    |  |
| 11.            | "I Won't Let You Go"                | Agnetha        | 3:43    |  |
| 12.            | "Here We'll Stay"                   | Frida          | 4:06    |  |
| 13.            | "Wrap Your Arms Around Me"          | Agnetha        | 5:17    |  |
| 14.            | "Heart Of The Country"              | Frida          | 4:38    |  |
| Duração total: | Duração total:                      | Duração total: | 62:04   |  |

## Recepção
| Críticas profissionais | Críticas profissionais |
| Avaliações da crítica  | Avaliações da crítica  |
| Fonte                  | Avaliação              |
| ---------------------- | ---------------------- |
| Allmusic               | link                   |
| Amazon                 | link                   |

William Ruhlmann do site Allmusic comentou que "os fãs do ABBA vão reconhecer a voz doce de Faltskog e a voz ousada de Frida, [...] isso é o máximo do som do ABBA que irão ouvir". John DePrisco do site Amazon elogiou todas as canções, "mas de alguma, falta um pouco da qualidade que tinha quando cantavam juntas".